# Gemma Chanová
Gemma Chanová (nepřechýleně Gemma Chan; * 29. listopadu 1982, Londýn) je britská herečka a bývalá modelka. Je známá díky roli Charlotte ve čtvrté sérii Tajný deník call girl, Ruth v seriálu Čerstvé maso. Proslavila se i jako Mia Bennett v seriálu Pán času a Soo Lin v seriálu Sherlock. Také získala roli ve filmu Jack Ryan: V utajení a v seriálu Humans, který měl premiéru v červnu 2015 ve Velké Británii.

## Život
Narodila se v Londýně v Anglii, ale její otec se narodil a vyrostl v Hongkongu a její matka se narodila v Číně a poté imigrovala do Velké Británie se svými rodiči. Gemma Chanová vyrostla v Sevenoaks, ve východním Kentu. Navštěvovala dívčí školu v Orpingtonku. Později studovala práva na Worcester College, Oxford.
Po promocích jí právnická firma Slaughter and May nabídla praxi, ona se ovšem rozhodla věnovat herectví a začala studovat na britské herecké škole Drama Centre London.
Od roku 2011 je ve vztahu s britským komikem a hercem Jackem Whitehallem a žije s ním v londýnské čtvrti Notting Hill.

## Kariéra

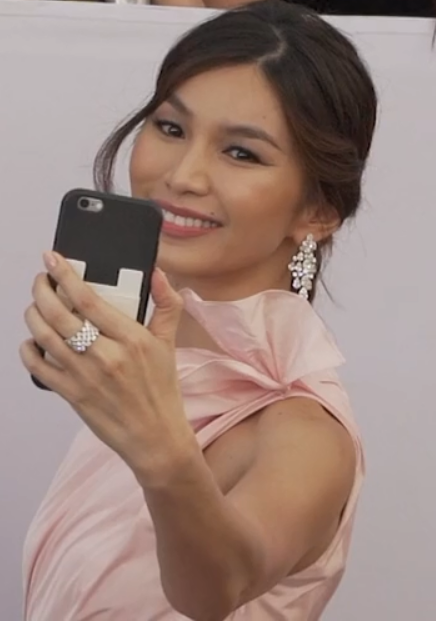
Gamma Chanová (2019)

### Modeling
V roce 2006 se účastnila projektu Catwalk, britské verze reality show Heidi Klum: Svět modelingu. Účastnila se focení pro Nivea Visage, aby zaplatila účty a školné. Mimo jiné se účastnila focení i pro firmy Nokia a Selfridges, britského obchodního řetězce a časopisy Elle a Cosmopolitan.

### Televize
Objevila se ve speciálu britského sci-fi seriálu Pán času na podzim 2009. Také měla jednu z hlavních rolí v seriálu Tajný deník call girl. Měla také role ve seriálech Sherlock a Ajťáci.
V roce 2012 měla hlavní roli ve druhé sérii dramatu Bedlam a v improvizačním seriálu True Love.

### Film
Objevila se v několika filmech, mimo jiné ve filmu o druhé světové válce Smrt v Šangaji z roku 2010, a akčním thrilleru Jack Ryan: V utajení.

## Filmografie

### Film
| Rok  | Film                               | Role                  | Poznámky            |
| ---- | ---------------------------------- | --------------------- | ------------------- |
| 2006 | When Evil Calls                    | Molly Nelson          |                     |
| 2009 | Zkouška                            | Číňanka               |                     |
| 2010 | Pimp                               | Bo                    |                     |
| 2010 | Smrt v Šanghaji                    | Shin Shin             |                     |
| 2010 | Jmenuji se Oliver Tate             | Kim-Lin               |                     |
| 2013 | Dvojník                            | soudkyně              |                     |
| 2014 | Jack Ryan: V utajení               | Amy Chang             |                     |
| 2015 | Belles familles                    | Chen-Lin              |                     |
| 2016 | Fantastická zvířata a kde je najít | Madam Ya Zhou         |                     |
| 2017 | Transformers: Poslední rytíř       | Quintessa             |                     |
| 2017 | John Stratton: V první linii       | Aggy                  |                     |
| 2018 | Šíleně bohatí Asiati               | Astrid Young-Teo      |                     |
| 2018 | Londýnská pole                     | Petronella            |                     |
| 2018 | Marie, královna skotská            | Elizabeth Hardwick    |                     |
| 2018 | Intrigo – In Liebe Agnes           | Henny                 |                     |
| 2018 | Leading Lady Parts                 | Samu sebe             | krátkometrážní film |
| 2019 | Mr. Malcolm's List                 | Slečna Thistlewaitová | krátkometrážní film |
| 2019 | Captain Marvel                     | Minn-Erva             |                     |
| 2021 | Raya a drak                        | Namaari (hlas)        |                     |
| 2021 | Eternals                           | Sersi                 |                     |
| 2022 | Don't Worry Darling                | Shelley               |                     |

### Televize
| Rok       | Název                    | Role                   | Poznámky                                         |
| --------- | ------------------------ | ---------------------- | ------------------------------------------------ |
| 2006      | Project Catwalk          | ona sama               | 10 dílů, finalistka                              |
| 2009      | Pán času                 | Mia Bennett            | díl: „The Waters of Mars“                        |
| 2010      | Ajťáci                   | Ivana / Sulu           | díly: „Na slovíčko“ a „Reynholmová vs. Reynholm“ |
| 2010      | Sherlock                 | Soo Lin Yao            | díl: „Slepý bankéř“                              |
| 2011      | Tajný deník call girl    | Charlotte              | vedlejší role, 6 dílů                            |
| 2011      | Čerstvé maso             | Ruth                   | vedlejší role, 4 díly                            |
| 2012      | Bedlam                   | Kiera                  | vedlejší role ve 2. řadě                         |
| 2012      | True Love                | Kathy                  | minisérie                                        |
| 2013      | Vraždy na Shetlandech    | Hattie James           | 2 díly                                           |
| 2013      | Smrt v ráji              | Jennifer Cheung        | díl: „A Stormy Occurrence“                       |
| 2013      | Dates                    | Erica                  | díly: „Erica and Kate“ a „Erica and Callum“      |
| 2014      | Hra                      | Chen Mei               | minisérie                                        |
| 2015–2018 | Humans                   | Anita/Mia              | hlavní role                                      |
| 2015      | Bratrství                | paní Pembertonová      | 3 díly                                           |
| 2016      | Pohádky naruby           | Sněhurka (hlas)        |                                                  |
| 2018      | Daleká cesta za domovem  | Dewdrop (hlas)         |                                                  |
| 2019      | I am Hannah              | Hannah                 | TV film                                          |
| 2020      | Thunderbirds Are Go!     | Professor Kwark (hlas) | díl: „Icarus“                                    |
| 2020      | Nechte je všechny mluvit | Karen                  | TV film                                          |
| 2022      | Extrapolations           | Natasha Alper          |                                                  |